# 杨梅萜二醇
杨梅萜二醇（英語：myricadiol），又称杨梅二醇，是一种蒲公英赛烷类五环三萜化合物，化学式C30H50O2，可见于山茶花、杨梅、无叶柽柳、茶条槭、宽苞水柏枝、Scaevola spinescens等物种，同时也存在于安息香中。